# Irene Goldin
Mabel Irene Goldin (gelegentlich auch Golden, verheiratet Spiegel; geboren 10. Januar 1910 in Brooklyn, New York City (USA); gestorben 15. Januar 2004 in Wien) war eine amerikanische Krankenschwester. Sie war Mitglied der Internationalen Brigaden im Spanischen Bürgerkrieg und gehörte zur Résistance im Zweiten Weltkrieg.

## Leben
Irene Goldin wuchs in Hartford, Connecticut auf und machte eine Ausbildung zur Diplom-Krankenschwester. Sie war Mitglied der Kommunistischen Partei der USA (CPUSA) und schloss sich dem Abraham-Lincoln-Bataillon an, „um gegen den Faschismus zu kämpfen“. Im Mai 1937 fuhr sie mit anderen späteren Brigadisten auf dem Passagierschiff Normandie nach Frankreich und weiter mit dem Zug nach Spanien. Als Krankenschwester arbeitete sie zunächst in Huete in der Provinz Cuenca, dann in Frontnähe in El Escorial und bei Teruel sowie in größeren Krankenhäusern des Internationalen Sanitätsdienstes. Im britischen Hospital von Mataró lernte sie den Wiener Studenten Harry Spiegel kennen, der bei der Ebroschlacht verwundet worden war, und heiratete ihn September 1938. Noch im Februar 1939 versorgte sie mit ihrem Mann verwundete Brigadisten.
Nach dem Zusammenbruch der spanischen Republik und der gemeinsamen Flucht nach Marseille in Frankreich versuchte sie vergeblich, ein USA-Visum für ihren Mann zu erhalten. Als Harry Spiegel als „feindlicher Ausländer“ interniert wurde, erreichte sie seine Freilassung. In Château de la Guette bei Paris betreuten die Spiegels, die selbst Juden waren, jüdische Flüchtlingskinder aus Deutschland und Österreich. Nach der deutschen Besetzung Frankreichs floh das Paar in den „freien“ Süden und fand mit anderen Spanienkämpfern Unterschlupf in Cazaux-Debat in den Pyrenäen. Dort gebar sie 1941 ihren Sohn Peter. Ihr Mann arbeitete als Holzfäller und Köhler. Sie schlossen sich der Résistance an und waren ab 1943 unter falschen Namen in einer Dienststelle der Deutschen Marine in Marseille tätig. Ab Ende 1945 bis 1947 leitete Irene das USC-Büro der Flüchtlingshilfe der Unitarier in Marseille. 1947 kehrte sie für ein Jahr in die USA zurück und ging dann zu ihrem Mann nach Wien.

## Veröffentlichungen
- I. Spiegel: Die Milchration. Eine Erinnerung an Exil und Widerstand in Frankreich, übers. von A. Reinfrank, in: Zwischenwelt, Zeitschrift der Theodor Kramer Gesellschaft, 17. Jahrgang 2000 Nr. 1, S. 31–34[10]
- Irene Goldin Spiegel: Gegen den Faschismus kämpfen: Spanien und Frankreich 1937–1947. Erinnerungen. Übersetzung: Robert Fallenstein, Hrsg.: Konstantin Kaiser, Theodor Kramer Gesellschaft, Wien 2022, ISBN 978-3-901602-69-6

## Film
- Into the Fire: American Women in the Spanish Civil War, Dokumentarfilm von Julia Newman, USA 2002, 58 min.[11][12][13]
- To go to meet, Dokumentarfilm von Juan Acarin, Spanien 1973[14]